# لوكا كافالو
لوكا كافالو (بالإيطالية: Luca Cavallo)‏ هو لاعب كرة قدم إيطالي في مركز الوسط، ولد في 19 مايو 1973 في Rossiglione ‏ في إيطاليا. لعب مع نادي بيروجيا ونادي بيسكارا ونادي تارانتو 1927 ونادي ترنانا ونادي جنوى ونادي سبال ونادي سيينا ونادي كالياري ونادي مونزا ونادي نوفيسي.